# Jagare (samhälle i Bosnien och Hercegovina)
Jagare är ett samhälle i Bosnien och Hercegovina.   Det ligger i entiteten Republika Srpska, i den centrala delen av landet, 130 km nordväst om huvudstaden Sarajevo. Jagare ligger 313 meter över havet och antalet invånare är 1 407.
Terrängen runt Jagare är kuperad. Runt Jagare är det ganska tätbefolkat, med 67 invånare per kvadratkilometer.. Närmaste större samhälle är Banja Luka, 8,3 km norr om Jagare. 
Omgivningarna runt Jagare är en mosaik av jordbruksmark och naturlig växtlighet.